# Salvador Ugarte Vizcaíno
Salvador Ugarte Vizcaíno (Guadalajara, Jalisco; 2 de agosto de 1880- Ciudad de México, enero de 1962) fue un banquero mexicano reconocido por haber fundado el Banco de Comercio, hoy BBVA Bancomer. Salvador Ugarte fue un personaje clave en el desarrollo y consolidación del sistema financiero mexicano, principalmente, en la organización bancaria.

## Biografía
Salvador Ugarte realizó estudios como ingeniero electricista. Al terminar sus estudios estableció una empresa instaladora de plantas eléctricas: Ugarte y Basave, Contratistas de plantas de luz. Durante la revolución mexicana, las cuentas por cobrar de la empresa fueron cobradas con billetes bancarios, depreciados por la sobreproducción de papel moneda en la época. Como una medida de protección, Ugarte decidió abrir una cuenta bancaria en Nueva York para adquirir pagarés en dólares para evitar la depreciación de esos años. Esta fue la primera incursión de Salvador Ugarte en el mercado de cambios.

## Trayectoria

### Negocio bancario
Las continuas operaciones de cambios de Ugarte lo llevaron a inaugurar una casa de cambio en la ciudad de Guadalajara. Desde ese momento, su nombre empezó a ser motivo de confianza, pues no pasó mucho tiempo para que fuera nombrado. Corresponsal de algunos bancos de la Ciudad de México. En 1926, su casa de cambio fue adquirida por el Banco Nacional de México. Ese hecho llevó a Ugarte a convertirme en consejero delegado de la Cía. Bancaria de París y México. Tras la adquisición de esta empresa, de nuevo por el banco Nacional de México, Ugarte se posicionó como encargado de una subdirección dentro de esa institución. Su capacidad para resolver problemas y manejar crisis fue puesta a prueba tras la Crisis de 1929 y la promulgación de Ley Calles de 1931, que causó pánico en el sistema financiero por desmonetizar el oro. LA salida de Ugarte del Nacional de México se dio tras la escisión de los accionistas franceses que salieron de ese banco en 1932.

#### Banco de Comercio
La experiencia que había adquirido Ugarte dentro del entorno bancario mexicano le permitió reunir un grupo de banqueros para crear una nueva institución. Aunque él no contaba con el capital necesario para formar una nueva empresa, los empresarios Raúl Bailleres y Liberto Senderos lo apoyaron en esta tarea. En ese momento, los accionistas más importantes del banco fueron Raúl Baillères, Mario Domínguez, Ernesto Amescua y Liberto Senderos. Cada uno de ellos con operaciones bancarias que culminaban en el Banco de Comercio: créditos hipotecarios, seguros, crédito afianzador, etc. Este grupo tuvo una fuerte influencia en la banca de mexicana y se le conoció como el grupo BUDA, por las iniciales de Baillères, Ugarte, Domínguez y Amezcua.
Salvador Ugarte siempre buscó tener en su equipo a personas con pleno conocimiento del sector financiero. Prueba de esto fue la incorporación de personajes como Carlos Trouyet González, un corredor de valores, y Mario Domínguez, un corredor de valores que se convertiría en un empresario destacado, y Mario Domínguez, un empresario y actuario especializado en los seguros, al Consejo de Administración del Banco. Asimismo, Ugarte atrajo a Aníbal de Iturbide Preciat, quien se convertiría en director general y en un banquero respetado en el medio. Otro de los talentos que contrató fue Jack Kalb, impulsor de la incursión del banco en el mercado de valores.

##### Estrategia comercial
Parte de lo que caracterizó al Banco de Comercio fue su modelo de negocios. Los principios de éste fue generar una clientela amplia y abierta y ofrecer una amplia de servicios financieros. Parte de la visión de Salvador Ugarte fue tener una amplia cobertura por medio de bancos afiliados. Así, el banco pasó de tener operaciones en la Ciudad de México y algunas partes del resto de la república, encontró asociaciones con el Banco Mercantil de Puebla, el Banco Mercantil de Guadalajara y a convertirse en accionario de bancos locales preexistentes. La expansión de bancos afiliados y de sucursales lo convirtió en el segundo banco más grande del país y, en el largo plazo, en el primero.

### Presidente de la Asociación de Bancos de México
Su experiencia como banquero y el crecimiento del Banco de Comercio, lo hicieron ganar la confianza del sector. Esto lo llevó a convertirse en presidente de la Asociación de Bancos de México en los periodos 1935-1936, 1944-1945 y 1957-1958. Tuvo una relación cercana de amistad y trabajo con el entonces Secretaría de Hacienda, Eduardo Suárez. Esta cercanía se tradujo en diversas encomiendas por parte del funcionario hacia Ugarte, principalmente en cuanto a ser parte de comisiones bilaterales México-Estados Unidos.
Durante el gobierno de Manuel Ávila Camacho, la necesidad de abandonar las restricciones al comercio internacional y resolver pendientes entre los dos países durante la Segunda Guerra Mundial llevó al gobierno a buscar canales de comunicación por medio de empresarios. Para tal tarea, en 1941 Eduardo Suárez designó una comisión mixta que analizaría los problemas de las relaciones económicas de ambos países. El representante de Estados Unidos fue Nelson Rockefeller, futuro Secretario de Estado y vicepresidente de ese país. Por su parte, México fue representado por Salvador Ugarte. Entre los principales acuerdos a los que llegó esa negociación en 1942 fueron reactivar el comercio, la indemnización a las compañías petroleros expropiadas y acuerdos para la resolución de la deuda externa de México, la cual llevaba más de 20 de negociaciones infructuosas. México entonces sólo pagó el 10% de su deuda. Además, se inició el Programa Bracero en 1943.

#### Última etapa en el Banco de Comercio
En 1955, Manuel Espinosa Yglesias se hizo del control del Banco de Comercio con la adquisición engañosa de acciones. Esta acción dividió al Consejo de Administración y provocó la salida de varios socios fundadores. Por la importancia de la intuición, estas acciones fueron motivo de desconfianza hacia el banco y preocupación de las autoridades. No obstante, la permanencia de Salvador Ugarte garantizó la continuidad de las operaciones del banco.

## Contribuciones culturales
Salvador Ugarte tuvo intereses diversos alrededor de las artes. Ugarte solía escribir poesía, epigramas y ensayos. En su vida, su afición por la porcelana lo llevó a convertirse en amigo personal de Nelson Rockefeller, quien tenía una colección importante que pertenecía a su padre, John D. Rockefeller. Asimismo, tuvo interés por colección de libros. Una de sus principales contribuciones fue donar su colección de documentos y manuscritos sobre historia de México al Tecnológico de Monterrey.